# Hammersmith Apollo
De Hammersmith Apollo (sponsornaam: Eventim Apollo, in de volksmond bekend als de Hammersmith Odeon) is een concertzaal in de Londense wijk Hammersmith.

## Geschiedenis
In 1932 opende de concertzaal onder de naam Gaumont Palace, dat was ontworpen door Robert Cromie in art-decostijl. Dertig jaar later werd het gebouw hernoemd naar Hammersmith Odeon. In 1990 kreeg het gebouw de monumentenstatus als een Grade II-gebouw. Vanwege verschillende andere sponsoren zou de naam van de concertzaal in de loop der jaren nog verscheidene malen veranderen. In 2013 sloot het gebouw tijdelijk zijn deuren voor een grote renovatie die onder leiding stond van de architect Foster Wilson. Op 7 september 2013 ging de zaal weer open met een concert van Selena Gomez.

## In populaire cultuur
In de loop der jaren hebben verschillende artiesten live-cd's en dvd's gemaakt van hun optredens in de Hammersmith Apollo, waaronder Kings of Leon, Dire Straits, David Bowie, Queen, Depeche Mode en Bruce Springsteen. De concertzaal is te zien in de film Just My Luck uit 2006 waarin het gebouw doorgaat als een Hard Rock Cafe en ook is het gebouw te zien in de film The Football Factory.

## Galerij

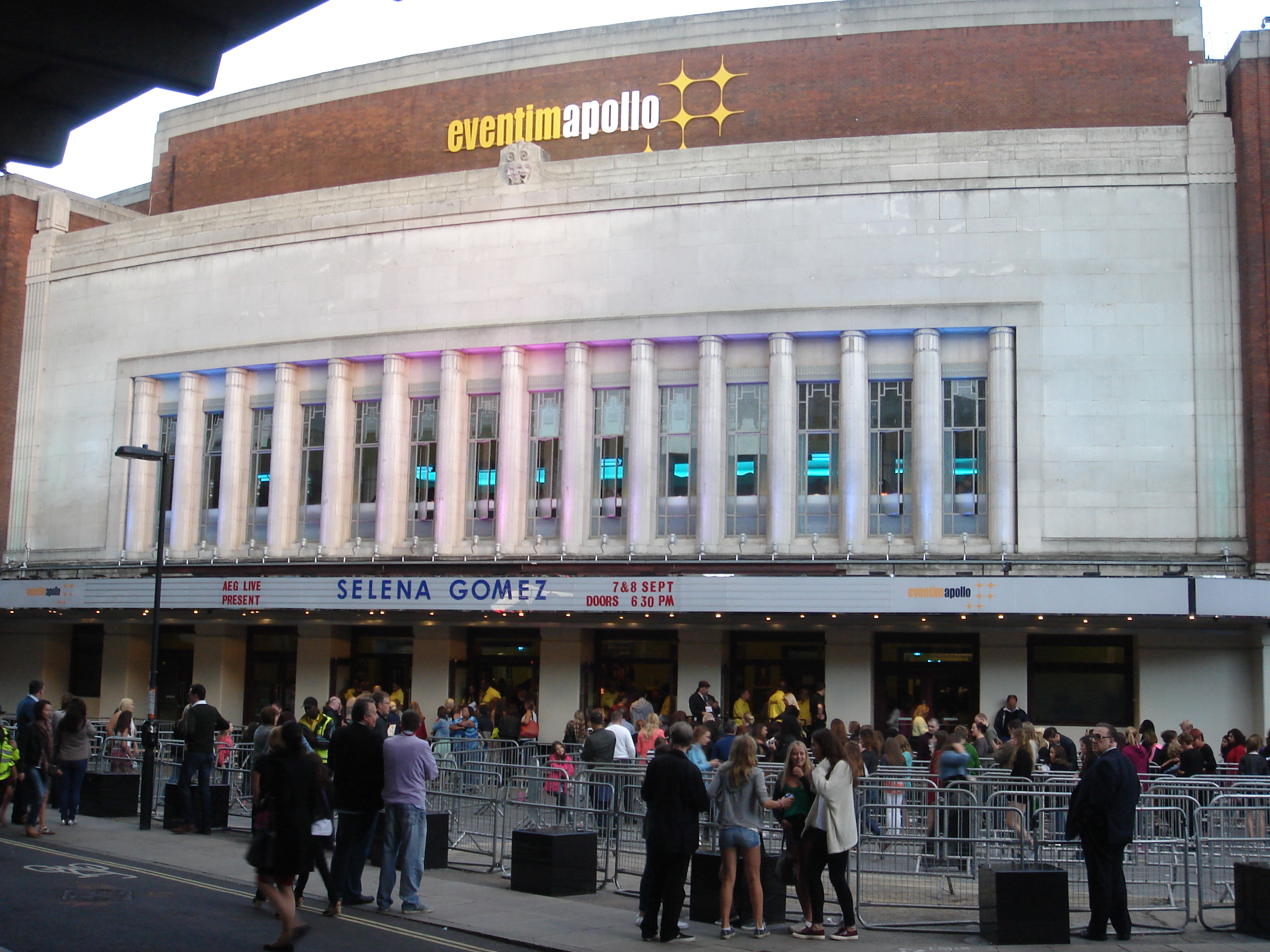
De voorgevel met daglicht
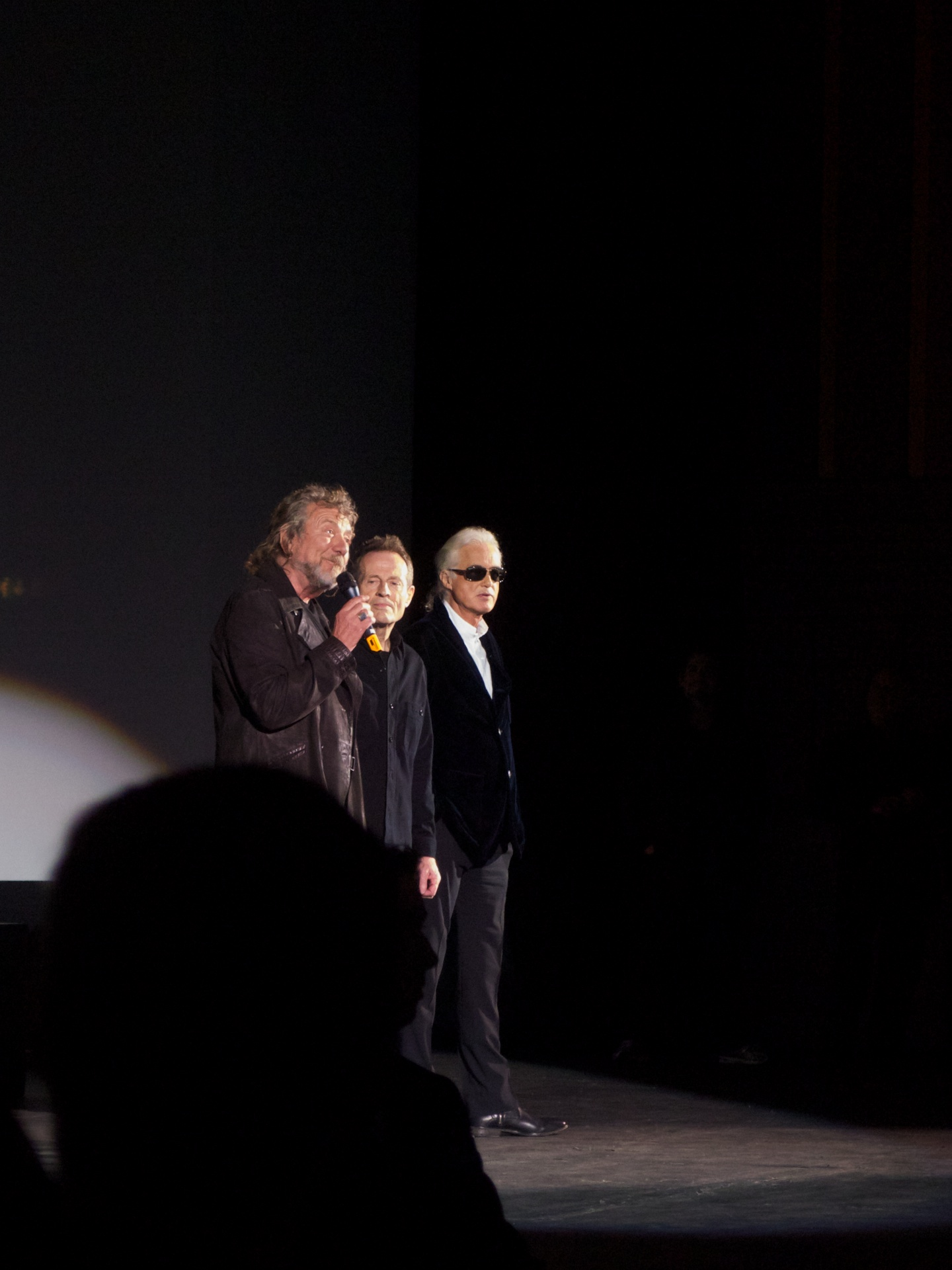
Persconferentie met Led Zeppelin in 2012
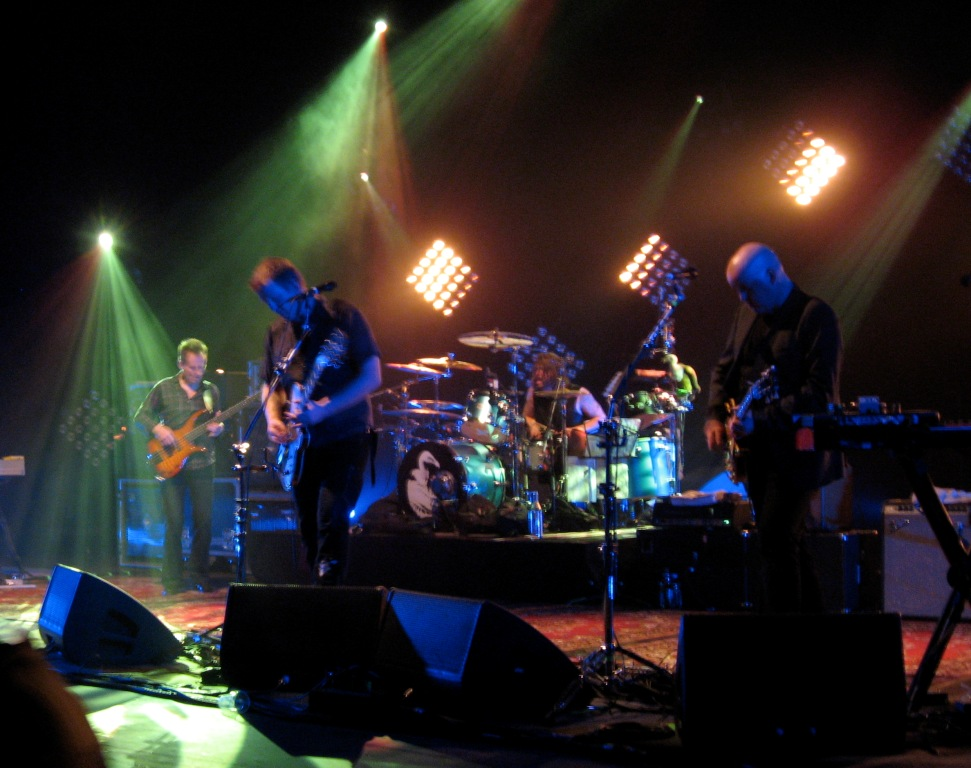
Optreden van Them Crooked Vultures in 2009